# Чарльз Белчер
Чарльз Белчер (англ. Charles Belcher; 27 липня 1872 — 10 грудня 1943) — американський кіноактор. Знявся в 17 фільмах між 1919 і 1928 роками.
Народився в Сан-Франциско, помер у місті Вудленд-Гіллс, Лос-Анджелес.

## Вибрана фільмографія
- 1920 — Знак Зорро
- 1921 — Три мушкетери
- 1922 — Кров і пісок
- 1924 — Багдадський злодій
- 1925 — Бен-Гур: історія Христа
- 1926 — Чорний пірат